# 阿巴噶部
阿巴噶部，又译阿霸垓，是清朝蒙古部落。
成吉思汗弟别里古台18世孙塔尔尼库同所部号为“阿巴噶”，意为叔父，因成吉思汗后裔称别里古台为叔父。明末，塔尔尼库同曾孙额齐格诺颜多尔济服属于察哈尔林丹汗，后徙牧克鲁伦河，依附喀尔喀。清崇德四年（1639年），多尔济归附皇太极，崇德六年（1641年）编右翼旗。顺治八年（1651年），多尔济从孙都思噶尔也归附清廷，编左翼旗。阿巴噶部设二扎萨克旗，同属于锡林郭勒盟。今内蒙古自治区锡林郭勒盟有阿巴嘎旗。

## 延伸阅读
[在维基数据编辑]
 《清史稿/卷519》，出自趙爾巽《清史稿》